# Mikhail Volokhov
 (septembre 2023).
La mise en forme du texte ne suit pas les recommandations de Wikipédia : il faut le « wikifier ».
Les points d'amélioration suivants sont les cas les plus fréquents. Le détail des points à revoir est peut-être précisé sur la page de discussion.
- Les titres sont pré-formatés par le logiciel. Ils ne sont ni en capitales, ni en gras.
- Le texte ne doit pas être écrit en capitales (les noms de famille non plus), ni en gras, ni en italique, ni en « petit »…
- Le gras n'est utilisé que pour surligner le titre de l'article dans l'introduction, une seule fois.
- L'italique est rarement utilisé : mots en langue étrangère, titres d'œuvres, noms de bateaux, etc.
- Les citations ne sont pas en italique mais en corps de texte normal. Elles sont entourées par des guillemets français : « et ».
- Les listes à puces sont à éviter, des paragraphes rédigés étant largement préférés. Les tableaux sont à réserver à la présentation de données structurées (résultats, etc.).
- Les appels de note de bas de page (petits chiffres en exposant, introduits par l'outil «  Source ») sont à placer entre la fin de phrase et le point final[comme ça].
- Les liens internes (vers d'autres articles de Wikipédia) sont à choisir avec parcimonie. Créez des liens vers des articles approfondissant le sujet. Les termes génériques sans rapport avec le sujet sont à éviter, ainsi que les répétitions de liens vers un même terme.
- Les liens externes sont à placer uniquement dans une section « Liens externes », à la fin de l'article. Ces liens sont à choisir avec parcimonie suivant les règles définies. Si un lien sert de source à l'article, son insertion dans le texte est à faire par les notes de bas de page.
- La présentation des références doit suivre les conventions bibliographiques. Il est recommandé d'utiliser les modèles {{Ouvrage}}, {{Chapitre}}, {{Article}}, {{Lien web}} et/ou {{Bibliographie}}. Le mode d'édition visuel peut mettre en forme automatiquement les références.
- Insérer une infobox (cadre d'informations à droite) n'est pas obligatoire pour parachever la mise en page.

Pour une aide détaillée, merci de consulter Aide:Wikification.
Si vous pensez que ces points ont été résolus, vous pouvez retirer ce bandeau et améliorer la mise en forme d'un autre article.
 (septembre 2023).
Si vous disposez d'ouvrages ou d'articles de référence ou si vous connaissez des sites web de qualité traitant du thème abordé ici, merci de compléter l'article en donnant les références utiles à sa vérifiabilité et en les liant à la section « Notes et références ».
Mikhaïl Igorevitch Volokhov (né le 28 janvier 1955 à Novomoskovsk) est un dramaturge, poète et théoricien du théâtre russe et français.

## Biographie
Il est né le 28 janvier 1955 dans une famille de scientifiques. Il est diplômé de l'université technique d'État de Moscou-Bauman en 1979. En 1987, il se rend en France, où Volokhov, il acquiert une renommée littéraire et théâtrale,,. Depuis 1996, il vit principalement en Russie. Il a la nationalité russe et française.

## Famille
Sa fille Maria Volokhov a traduit en français et réalisé des illustrations pour le conte de fées de Mikhail Volokhov "La Tulipe et la Feuille de Chêne".

## Théâtre
Revenant sans cesse au thème existentiel de la philosophie du meurtre, l’auteur, selon de nombreux critiques, adhère au style du théâtre de l’absurde, tout en restant dans l’école de l’écriture à sujet philosophique russe, aspire au niveau global de la tragédie classique, combinant les époques culturelles avec son travail. Le succès est venu à Volokhov à Paris. Sa pièce Cache-cache avec la mort avec le soutien d’Eugène Ionesco, dont Volokhov était ami, a été mise en scène par Bernard Sobel et jouée par Denis Lavant et Hugues Quester en français, d’abord en France, puis en allemand avec Armin Rohde et Michail Weber en Allemagne.
D’ailleurs, à Paris, Bernard Sobel met en scène Cache-cache avec la mort sous le format d’une trilogie avec :
- La Cerisaie de Tchekhov (1903), mise en scène par Stéphane Braunschweig
- Maria de Babel (1933), mise en scène par Bernard Sobel
- Cache-cache avec la mort de Mikhaïl Volokhov (1989), mise en scène par Bernard Sobel.

Le Calvaire de Tchikatilo, autre pièce de Mikhaïl Volokhov qui a soulevé une controverse orageuse et continuelle, a été tournée sous forme de film par Mikhaïl Volokhov lui-même, qui en est à la fois le réalisateur mais aussi l’acteur. Ce film Le Calvaire Tchikatilo a été présenté au 27e Festival international du film de Moscou.

Selon Anatoli Smelianski (ru) :
« Depuis de nombreuses années, notre dramaturgie a percé un nouveau contact avec la vie. C’était difficile, dans toutes les directions, en fait, il y avait des barrières: de thématiques, d’intrigues, de langues, etc. Et de partout, il fallait aller un peu loin - et certaines intrigues, thèmes ont éclaté. Mais ici, dans ce cas, je veux parler de la pièce de Mikhaïl Volokhov « Cache-cache avec la mort », une percée est en train de se produire dans tous les sens. Et le plus brillant, le plus franc et le plus controversé de tous les domaines est incontestablement celui de la langue utilisée. Bien qu’il me semble que ce n’est pas seulement un jeu de permis ou une tentative de percer là où il est maintenant facile de percer. Non, ce « non » n’est pas seulement une obscénité russe - c’est dans le caractère de ceux qui y jouent, de ceux qui existent - ces gens-là. C’est aussi une façon de penser, un style de vie et une façon de comprendre le monde. Par conséquent, il me semble que cette pièce est une certaine percée dans la dramaturgie qui est en train de naître dans notre pays maintenant. »

## Cinéma
Le film de Mikhaïl Volokhov d’après sa pièce Le Calvaire de Tchikatilo (2005) a été présenté au 27e Festival international du film de Moscou dans le programme « Cinéma russe alternatif » et le festival « Cinéma d’avant-garde » à Nice (2007).

## Œuvres
- Cache-cache avec la mort
- Lioudmila Gourtchenko vivante
- Les Chroniques de Macbeth
- Un putain de safari à Rubliovka
- Les lesbiennes du bruit de Tsunami
- Paris ! Paris
- Le Calvaire de Tchikatilo
- Les anges sont parmi nous
- Le Grand Consolateur
- Diogène. Alexandre. Corinthe
- Kilimandjaro sur tes lèvres
- Neige nue négligemment tendre
- Chaperon
- Quarante-huitième degré de latitude solaire
- Les Balles enrobées de chocolat
- Le Bourreau de sa majesté
- La Nature (сказка)
- Cache-cache avec la mort